# 托馬斯·哈德遜 (畫家)
托馬斯·哈德遜（Thomas Hudson，1701年—1779年1月26日）是一位英格蘭肖像畫家。他出生於德文郡，具體出生地不明。曾在倫敦於喬納森·理查德森的指導下學習作畫，後來娶了他師父的女兒為妻。

## 簡歷
哈德遜主要活躍于1740年至1760年間，1745年至1755年在倫敦作肖像畫。他有數個助手，也曾僱傭或教導其他畫家，諸如約瑟夫·馮·阿肯、 約書亞·雷諾茲、約瑟夫·懷特和彼得·托马斯都曾在他手下學習。
1748年前往低地国家旅遊，1752年抵達意大利。 1753年在英國特威克納姆購買了一棟別墅。 1750年代末退休，1779年死於特威克納姆。

## 外部連結
- Thomas Hudson online （页面存档备份，存于） (Artcyclopedia)
- Thomas Hudson on Artnet
- John Singleton Copley in America （页面存档备份，存于）, a full text exhibition catalog from The Metropolitan Museum of Art, which contains material on Thomas Hudson (see index)